# تو باید می‌رفتی
تو باید می‌رفتی (به انگلیسی: You Should Have Left) یک فیلم آمریکایی در ژانر وحشت روان‌شناختی محصول سال ۲۰۲۰ است. دیوید کپ کارگردان این فیلم است. از بازیگران این فیلم می‌توان به کوین بیکن و آماندا سایفرد اشاره کرد. ا‌ین فیلم به عنوان بهترین فیلم ژانر ترس سال ۲۰۲۰ میلادی انتخاب شد

## داستان
یک فیلمنامه‌نویس برای نوشتن فیلمنامه ادامه یک فیلم موفق به همراه خانواده‌اش به یک خانه دور افتاده می‌رود. اما این خانه دارای گذشته تاریک است و قوانین فیزیک گاهی در آنجا صادق نیست.